# جوزف شیلدکات

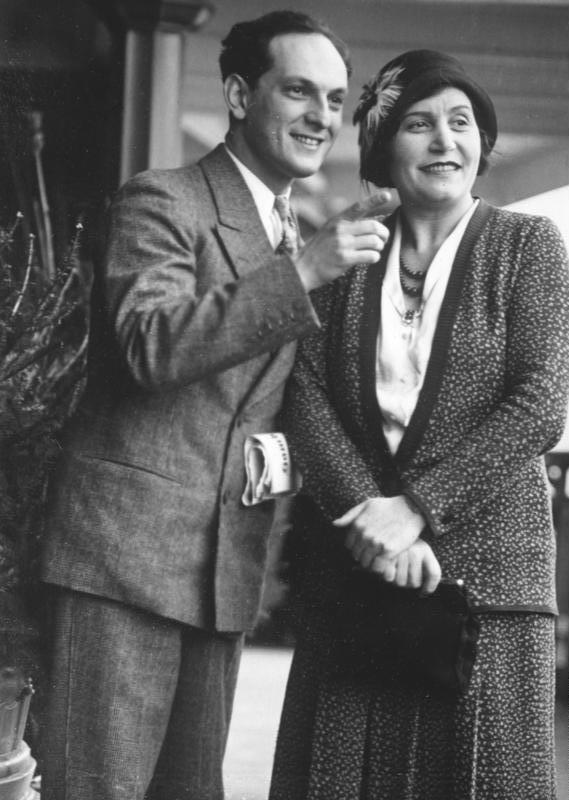
شیلدکات در کنار خواننده اپرا، ماریا اولشفسکا، ۱۹۳۲

جوزف شیلدکات (انگلیسی: Joseph Schildkraut؛ ۲۲ مارس ۱۸۹۶ – ۲۱ ژانویه ۱۹۶۴) هنرپیشه اهل ایالات متحده آمریکا بود. وی بین سال‌های ۱۹۱۵ تا ۱۹۶۴ میلادی فعالیت می‌کرد.

## فیلم‌شناسی
- شاهنشاه (۱۹۲۷)
- دانوب آبی (۱۹۲۸)
- کارناوال (۱۹۳۱)
- کلئوپاترا (۱۹۳۴)
- زنده‌باد ویا! (۱۹۳۴)
- جنگ‌های صلیبی (۱۹۳۵)
- زندگی امیل زولا (۱۹۳۷)
- سوئز (۱۹۳۸)
- ماری آنتوانت (۱۹۳۸)
- فصل باران آمد (۱۹۳۹)
- سه تفنگدار (۱۹۳۹)
- قلب رازگو (۱۹۴۱)
- خاطرات آنه فرانک (۱۹۵۹)

## جوایز
- جایزه اسکار بهترین بازیگر نقش مکمل مرد (۱۹۳۷)
- نامزد جایزه گلدن گلوب بهترین بازیگر مرد فیلم درام (۱۹۵۹)